# Steve Cummings
Pour les articles homonymes, voir Cummings.
Stephen Philip Cummings dit Steve Cummings, né à Clatterbridge (en) dans le district métropolitain de Wirral le 19 mars 1981, est un coureur cycliste britannique, professionnel entre 2005 et 2019. Il se spécialise d'abord dans le cyclisme sur piste, et est médaillé d'argent en poursuite par équipes aux Jeux olympiques d'Athènes en 2004, et champion du monde de cette discipline en 2005. Il commence sa carrière professionnelle sur route en 2005 dans l'équipe belge Landbouwkrediet.

## Biographie

### Jeunesse et carrière amateur
En 1999, Steve Cummings est membre du Birkenhead North End CC. À 17 ans, il devient le premier coureur de catégorie junior à remporter l'Eddie Soens Memorial, une course à handicap ouverte à toutes les catégories. Il est champion de Grande-Bretagne junior cette année-là. Il participe au contre-la-montre junior des championnats du monde sur route, dont il prend la 37e place. Il dispute également la course en ligne, qu'il ne termine pas.
En 2000, passé dans la catégorie des moins de 23 ans, il représente la Grande-Bretagne au contre-la-montre de cette catégorie, lors des championnats du monde sur route. Il en prend la 43e place. Il occupe la même place de cette course aux championnats de 2002.
Aux Jeux olympiques d'Athènes en 2004, il obtient la médaille d'argent en poursuite par équipes, avec Robert Hayles, Paul Manning et Bradley Wiggins.

### Début de carrière professionnelle
Steve Cummings commence sa carrière professionnelle sur route en 2005 dans l'équipe belge Landbouwkrediet-Colnago. Avec Robert Hayles, Paul Manning et Chris Newton en équipe de Grande-Bretagne, il est champion du monde de poursuite par équipes. Il est cette année-là deuxième du championnat de Grande-Bretagne sur route. Il dispute avec Landbouwkrediet-Colnago le Tour de l'Avenir, où il est troisième d'une étape.
En mars 2006, aux Jeux du Commonwealth où il fait partie de l'équipe d'Angleterre, il remporte la médaille d'or de la poursuite par équipes avec Rob Hayles, Paul Manning et Chris Newton, en battant en finale l'Australie. Sur route, il se classe quatrième de la course en ligne et quatorzième du contre-la-montre. Le mois suivant aux championnats du monde sur piste, l'équipe de Grande-Bretagne qu'il forme avec Rob Hayles, Paul Manning et Geraint Thomas s'incline face à l'Australie en finale et prend la médaille d'argent. Ses meilleurs résultats sur route durant cette année sont la deuxième place du Trofeo Laigueglia et la septième place du championnat de Grande-Bretagne.

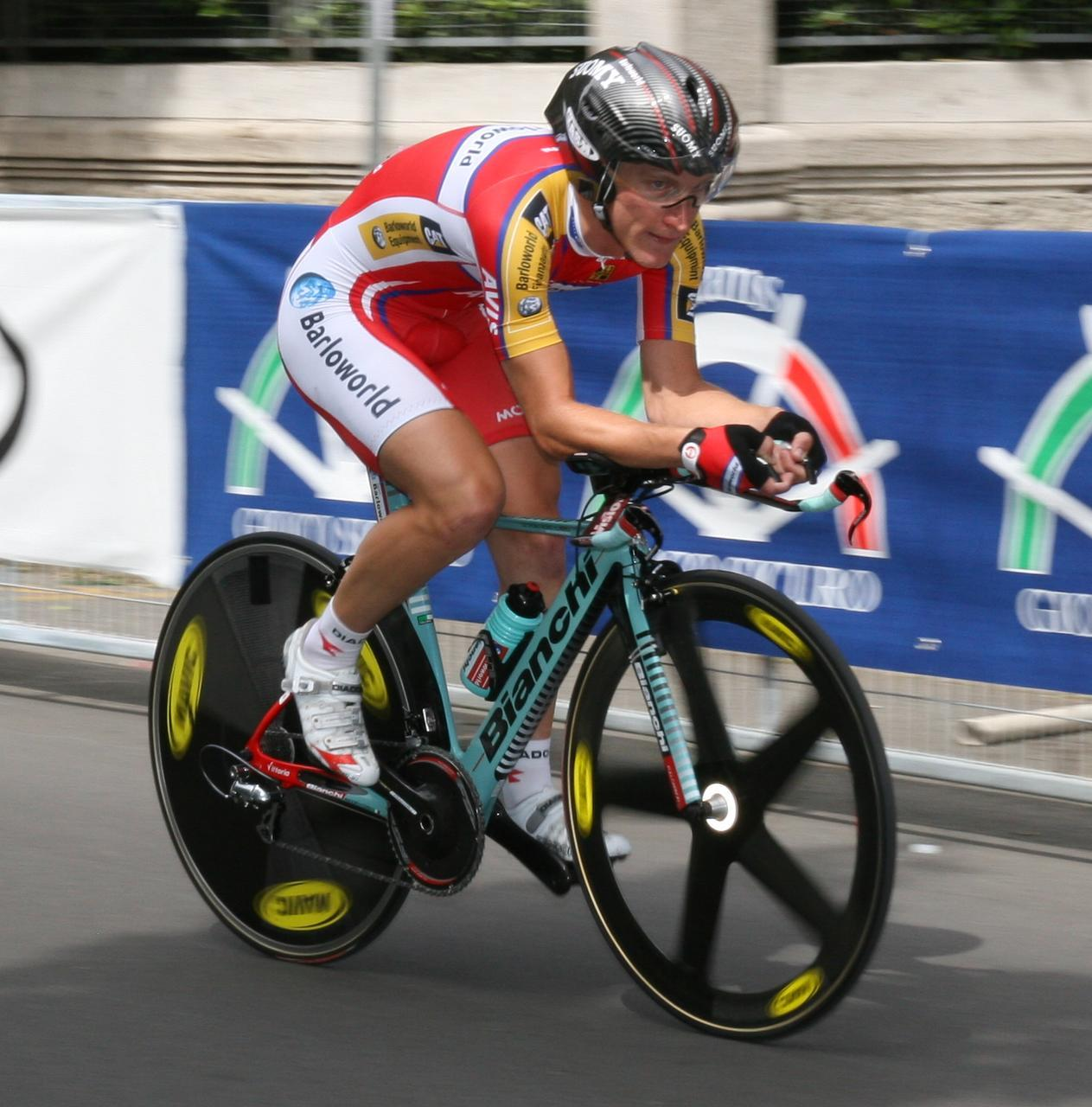
Steve Cummings au Tour d'Italie 2008

En 2007, il court pour l'équipe américaine Discovery Channel. Il dispute avec elle son premier grand tour, le Tour d'Italie.

### 2008-2009: chez Barloworld
En 2008, Steve Cummings rejoint l'équipe Barloworld. Il obtient en février sa première victoire professionnelle, la deuxième étape du Tour de la province de Reggio de Calabre. Il dispute le Tour d'Italie. Il est deuxième du Tour du Danemark en août, puis représente la Grande-Bretagne lors des deux épreuves sur route des Jeux olympiques de Pékin. Lors de la course en ligne, il fait équipe avec Jonathan Bellis, Ben Swift et Roger Hammond, et abandonne. Il se classe onzième du contre-la-montre. Après une victoire à la Coppa Bernocchi et une nouvelle deuxième place au classement général du Tour de Grande-Bretagne, il dispute les deux épreuves des championnats du monde sur route : il est 25e du contre-la-montre et ne termine pas la course en ligne.
En début de saison 2009, il gagne une des manches du Giro del Capo, en Afrique du Sud. En fin de saison, il fait partie de l'équipe de Grande-Bretagne lors du championnat du monde sur route à Mendrisio, en Suisse.

### 2010-2011: chez Sky

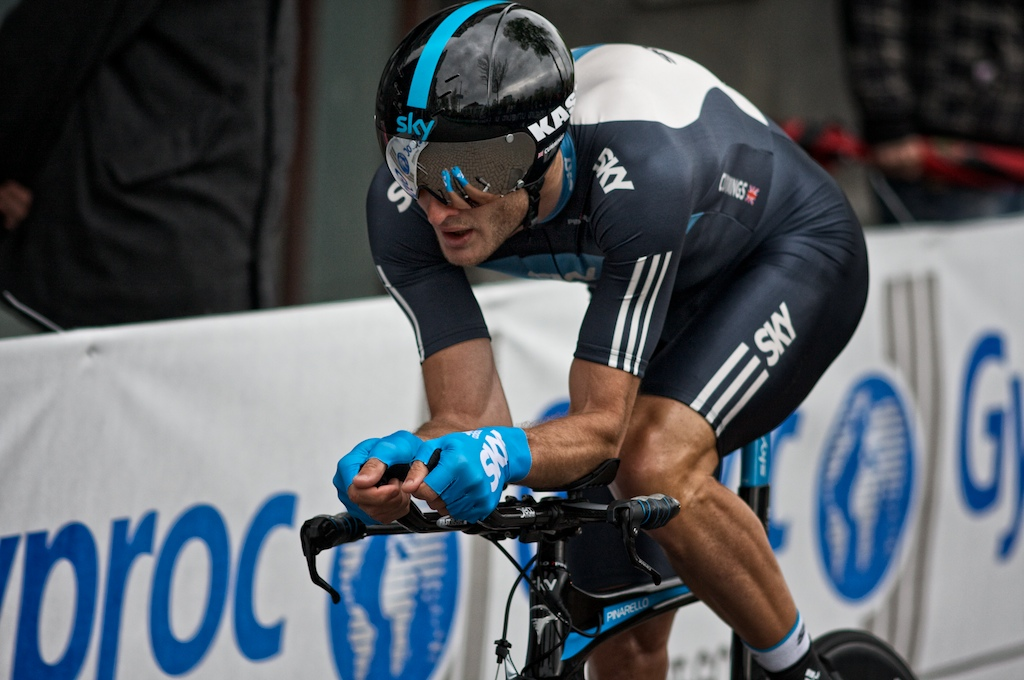
Steven Cummings au Tour d'Italie 2010

En 2010, comme ses coéquipiers Christopher Froome, Geraint Thomas et John-Lee Augustyn, Steve Cummings est recruté par la nouvelle équipe britannique Sky, tandis que Barloworld disparaît. Il dispute cette année-là le Tour d'Italie et le Tour de France.
En début d'année 2011, Cummings gagne une étape de montagne du Tour d'Algarve, devant Alberto Contador. Il prend la tête du classement général, qu'il conserve jusqu'à la dernière étape, un contre-la-montre. Il finit septième de ce Tour d'Algarve. En septembre, il est vice-champion de Grande-Bretagne du contre-la-montre et se classe deuxième du Tour de Grande-Bretagne. Il fait ensuite partie de l'équipe de Grande-Bretagne qui aide Mark Cavendish à devenir le premier champion du monde sur route britannique depuis Tom Simpson. En fin de saison, il est quatrième de la première édition du Tour de Pékin.

### 2012-2014: chez BMC Racing
En 2012, Cummings quitte Sky et rejoint BMC Racing. En février, Cummings se casse la hanche lors du Tour d'Algarve. En avril, il se fracture le poignet gauche pendant le Tour du Pays basque. De retour à la compétition, il est retenu pour disputer le Tour de France, en tant qu'équipier du vainqueur sortant Cadel Evans. Celui-ci termine septième, derrière un autre coéquipier, Tejay van Garderen, cinquième et meilleur jeune. Cummings prend la 95e place du classement général. Non retenu pour les Jeux olympiques, il participe ensuite au Tour d'Espagne. Il y remporte la treizième étape : échappé avec six autres coureurs, il attaque seul à 4 kilomètres de l'arrivée et passe la ligne d'arrivée avec quatre secondes d'avances sur Cameron Meyer et Juan Antonio Flecha. En septembre, il dispute ensuite la course en ligne des championnats du monde, au service du leader John Tiernan-Locke, révélation britannique de la saison. Celui-ci prend la 19e place tandis que Cummings est 70e.
En 2013, Steve Cummings dispute le Tour d'Italie en tant qu'équipier de Cadel Evans, troisième de la course. En septembre, avec ses coéquipiers, il prend la quatrième place du championnat du monde du contre-la-montre par équipes.
En 2014, il commence la saison au Tour de Dubai, dont il prend la deuxième place, derrière son coéquipier Taylor Phinney. Il remporte ensuite le contre-la-montre et le classement général du Tour méditerranéen, la première course par étapes figurant à son palmarès. En mai, il se fracture le coude gauche en tombant lors du Tour de Belgique. Cette blessure l'empêche de courir  pendant plusieurs semaines et le prive de Tour de France. De retour en compétition en août, il prend la septième place du contre-la-montre des Jeux du Commonwealth. Il dispute ensuite le Tour de Pologne et l'Eneco Tour, où il se classe respectivement troisième et sixième des étapes contre-la-montre. fin août, sa quatrième place au contre-la-montre du Tour du Poitou-Charentes lui permet de prendre la même place au classement général. Deux semaines plus tard il est troisième du contre-la-montre du Tour de Grande-Bretagne. Initialement présélectionné pour le contre-la-montre et la course en ligne des championnats du monde 2014, il est finalement retenu pour la course en ligne, qu'il ne termine pas.
À l'issue de cette saison, il quitte BMC Racing et rejoint l'équipe continentale professionnelle MTN-Qhubeka.

### 2015-2019: chez MTN-Qhubeka
Membre de l'équipe continentale professionnelle MTN-Qhubeka en 2015 il s'impose en début de saison lors du Trofeo Andratx-Mirador d'Es Colomer. Durant l'été il participe pour la troisième fois au Tour de France et s'illustre en remportant la  14e étape. Il devance à cette occasion les deux grimpeurs français Romain Bardet et Thibaut Pinot qui finissent deuxième et troisième. Cummings est sélectionné en fin de saison pour la course en ligne des championnats du monde de Richmond.
Lors de l'année 2016, il réalise sa saison la plus prolifique. En effet, il glane 4 succès d'étapes, toutes sur des épreuves World Tour. Avec un succès sur le Tirreno-Adriatico, le Tour du Pays-Basque, le Critérium du Dauphiné, et la plus prestigieuse lors du Tour de France. Cette même année, il remporte le classement général du Tour de Grande-Bretagne (continental), sa deuxième victoire sur une course par étape.
En 2017, il réalise un doublé en devenant champion de Grande-Bretagne du contre-la-montre et sur route.
Il met fin à sa carrière à la fin de la saison 2019.

## Palmarès sur route

### Palmarès amateur
| - 1999 - Champion de Grande-Bretagne sur route juniors - Eddie Soens Memorial - 1re étape du Trofeo Karlsberg - 3e du Trofeo Karlsberg - 2002 - 5e étape des Surrey League Five Days - 2e de l'Eddie Soens Memorial | - 2003 - 6e épreuve du Circuit des plages vendéennes - 2004 - Otley Grand Prix - 3e des Girvan Three Day |  |

### Palmarès professionnel
| - 2005 - 2e du championnat de Grande-Bretagne sur route - 2e du Colne Grand Prix - 2006 - 2e du Trofeo Laigueglia - 2008 - 2e étape du Tour de la province de Reggio de Calabre - Coppa Bernocchi - 2e du Tour du Danemark - 2e du Tour de Grande-Bretagne - 2e du Tour de la province de Reggio de Calabre - 2009 - Tour du Cap III - 2011 - 3e étape du Tour de l'Algarve - 2e du Tour de Grande-Bretagne - 2e du championnat de Grande-Bretagne du contre-la-montre - 4e du Tour de Pékin - 9e du Tour de Pologne - 2012 - 13e étape du Tour d'Espagne - 5e étape du Tour de Pékin | - 2013 - 2e étape du Tour du Qatar (contre-la-montre par équipes) - 2014 - Tour méditerranéen : - Classement général - 4e étape (contre-la-montre) - 2e du Dubaï Tour - 2015 - Trofeo Andratx-Mirador d'Es Colomer - 14e étape du Tour de France - 6e de Tirreno-Adriatico - 2016 - 4e étape de Tirreno-Adriatico - 3e étape du Tour du Pays basque - 7e étape du Critérium du Dauphiné - 7e étape du Tour de France - Classement général du Tour de Grande-Bretagne - 2017 - Champion de Grande-Bretagne sur route - Champion de Grande-Bretagne du contre-la-montre - 1re étape du Tour de Toscane |  |

### Résultats sur les grands tours

#### Tour de France
6 participations
- 2010 : 151e
- 2012 : 95e
- 2015 : 86e, vainqueur de la 14e étape
- 2016 : 140e, vainqueur de la 7e étape[16],[17]
- 2017 : 141e
- 2019 : 129e

#### Tour d'Italie
4 participations
- 2007 : 110e
- 2008 : 96e
- 2010 : 55e
- 2013 : 149e

#### Tour d'Espagne
3 participations
- 2012 : 156e, vainqueur de la 13e étape
- 2015 : 102e
- 2018 : 124e

### Classements mondiaux
| Année                  | 2005 | 2006 | 2007 | 2008 | 2009 | 2010 | 2011 | 2012 | 2013 | 2014 | 2015 |
| ---------------------- | ---- | ---- | ---- | ---- | ---- | ---- | ---- | ---- | ---- | ---- | ---- |
| Classement ProTour     |      |      | 143e |      |      |      |      |      |      |      |      |
| Calendrier mondial UCI |      |      |      |      |      | nc   |      |      |      |      |      |
| UCI World Tour         |      |      |      |      |      |      | 66e  | 119e | nc   | 214e |      |
| UCI Africa Tour        |      |      |      |      | 28e  |      |      |      |      |      |      |
| UCI Europe Tour        | 338e | 251e |      | 15e  | 236e |      |      |      |      |      | 146e |

## Palmarès sur piste

### Jeux olympiques
- Athènes 2004
  -  Médaille d'argent de la poursuite par équipes (avec Robert Hayles, Paul Manning et Bradley Wiggins)

### Championnats du monde
- Los Angeles 2005
  -  Champion du monde de poursuite par équipes (avec Robert Hayles, Paul Manning et Chris Newton)
- Bordeaux 2006
  -  Médaillé d'argent de la poursuite par équipes

### Coupe du monde
- 2003
  - 2e de la poursuite par équipes à Aguascalientes
- 2004-2005
  - 1er de la poursuite par équipes à Manchester (avec Rob Hayles, Paul Manning et Chris Newton)
- 2007-2008
  - 1er de la poursuite par équipes à Sydney (avec Ed Clancy, Chris Newton et Bradley Wiggins)
  - 1er de la poursuite par équipes à Pékin (avec Ed Clancy, Geraint Thomas et Paul Manning)

### Jeux du Commonwealth
- Melbourne 2006
  -  Médaillé d'or de la poursuite par équipes (avec Rob Hayles, Paul Manning et Chris Newton)
  -  Médaillé de bronze de la poursuite

### Championnats nationaux
- 1997
  - 2e du championnat de Grande-Bretagne de course aux points juniors
- 2001
  -  Champion de Grande-Bretagne de poursuite par équipes (avec Rod Ellingworth, Tim Buckle et Phil West)
- 2005
  -  Champion de Grande-Bretagne de poursuite par équipes (avec Mark Cavendish, Geraint Thomas et Ed Clancy)